# Предатор: Еволуција
Предатор: Еволуција (енгл. The Predator) је амерички научнофантастични акциони филм, са елементима хорора из 2018. године редитеља Шејна Блека, са Бојдом Холбруком, Тревантеом Роудсом, Џејкобом Тремблијем, Киганом Мајклом Кијем, Оливиом Мун, Томасом Џејном, Алфијем Аленом, Стерлингом К. Брауном и Аугустом Агилером у главним улогама. Представља четврти и за сада последњи филм из франшизе Предатор након филмова Предатор (1987), Предатор 2 (1990) и Предатори (2010). Сценарио за филм потписују Фред Декер и Шејн Блек.
Филм је премијерно приказан 6. септембра 2018. године на Филмском фестивалу у Торонту, а у биоскопе је пуштен 14. септембра.
Филм је и поред помешаних и не тако добрих критика успео да оствари солидан успех на благајнама и са зарадом од преко 160 милиона $ постане најуспешнији филм из франшизе у том погледу.

## Радња
Из далеког свемира до улица предграђа, лов се поново враћа, у новој верзији из франшизе Предатор редитеља Шејна Блека. Сада су предатори постали јачи, паметнији и смртоноснији него пре, будући да су се генетички надограђивали са ДНК материјалом других врста. Када 10-годишњи дечак по имену Рори случајно активира повратак Предатора на Земљу, само посада бивших војника предвођена капетаном Квином Макеном може да спаси Земљу и људску расу од смртоносне ванземаљске расе...

## Улоге
| Глумац            | Улога                  |
| ----------------- | ---------------------- |
| Бојд Холбрук      | Квин Макена            |
| Треванте Роудс    | Небраска Вилијамс      |
| Џејкоб Трембли    | Рори Макена            |
| Киган Мајкл Ки    | Којл                   |
| Оливиа Мун        | Кејси Бракет           |
| Томас Џејн        | Баксли                 |
| Алфи Ален         | Линч                   |
| Стерлинг К. Браун | Вил Трегер             |
| Аугусто Агилера   | Нетлес                 |
| Џејк Бјуси        | Шон Киз                |
| Ивон Страховски   | Емили                  |
| Мајк Допуд        | Дупри                  |
| Локлин Манро      | генерал-пуковник Маркс |